# Iouri Tchesnokov (football)
Pour les articles homonymes, voir Tchesnokov.
Iouri Ivanovitch Tchesnokov (en russe : Юрий Иванович Чесноков) est un footballeur international soviétique né le 25 janvier 1952 à Kimry et mort le 20 novembre 1999 à Moscou.

## Biographie

### Carrière en club
Natif de Kimry dans l'oblast de Kalinine, Iouri Tchesnokov effectue sa formation au sein de cette même ville et intègre en 1969 les rangs de l'équipe locale du Spoutnik Kimry. Il rejoint dès l'année suivante le Volga Kalinine avec qui il découvre la troisième division soviétique lors de la saison 1970, à l'âge de 18 ans. Buteur à neuf reprises en 29 rencontres en 1971, ses performances lui valent d'être repéré par le Lokomotiv Moscou qui le recrute en 1972.
Il fait ses débuts sous ses nouvelles couleurs dans le cadre des seizièmes de finale la coupe d'Union soviétique durant le mois de mars 1972, où il est buteur lors des deux rencontres contre le Krylia Sovetov Kouïbychev. Il fait ses débuts en première division un mois plus tard contre le Dinamo Tbilissi le 4 avril et marque son premier but contre le SKA Rostov le 17 avril. Il joue cette saison-là 29 rencontres en championnat pour huit buts marqués, ce qui n'empêche cependant pas le club d'être relégué en fin de l'année. Il continue d'évoluer sous ses couleurs lors des deux années qui suivent et s'impose alors comme son principal buteur dans la deuxième division, marquant respectivement 14 buts en 1973 et 20 fois en 1974, ce qui contribue notamment à la première place du Lokomotiv à la fin de cette dernière année et à sa remontée dans l'élite.
Au début de l'année 1975, le Lokomotiv est forcé de laisser partir Tchesnokov en direction du CSKA Moscou sur ordre des autorités militaires,. Il passe par la suite neuf saisons sous ces couleurs de 1975 à 1983, disputant 289 rencontres pour 87 buts inscrits et connaît sa meilleure année en 1979 en marquant 16 buts en championnat. Il atteint également la barre des dix buts en 1977 et en Championnat d'Union soviétique de football 1982. Bien qu'il n'y remporte aucun trophée, il prend malgré tout part à la Coupe UEFA à l'été 1981, marquant un but contre le Sturm Graz durant le premier tour mais ne pouvant empêcher l'élimination des siens à l'issue de la confrontation.
Handicapé par une blessure durant la saison 1983, il n'est pas retenu par le CSKA à la fin de l'année et doit alors s'engager dans les forces armées soviétiques, où il sert notamment en Allemagne de l'Est au sein du GSVG. Il rentre ensuite en Union soviétique où il est assigné au district militaire de Léningrad en tant qu'entraîneur en éducation physique. Des problèmes de comportement ainsi que l'éloignement de sa famille amènent par la suite à son renvoi des forces armées au printemps 1991,.
Il rechausse brièvement les crampons à l'âge de 41 ans au début de l'année 1993 pour aider son club de formation, le Spoutnik Kimry, au sein de la troisième division russe. Il joue alors trois matchs et marque un but avant que le club ne soit finalement dissous. Il meurt quelques années plus tard des suites d'un cancer le 20 novembre 1999, à l'âge de 47 ans.

### Carrière internationale
Son passage au CSKA correspond à sa période passée au sein de la sélection soviétique. Il est appelé pour la première fois par Valentin Nikolaïev au mois de novembre 1976 et dispute à cette occasion deux matchs amicaux contre l'Argentine puis le Brésil.
Convoqué par la suite par Nikita Simonian, il marque son premier but en sélection le 7 septembre 1977 contre la Pologne et dispute sa première rencontre de compétition le 20 septembre 1979 face à la Grèce dans le cadre des éliminatoires de l'Euro 1980, étant alors buteur pour une victoire 2-0. Il joue deux autres matchs durant les qualifications contre la Hongrie le 19 mai 1979, où il marque un autre but, puis face à la Finlande le 4 juillet 1979. Ce dernier match est son dernier en sélection, les résultats décevants de celle-ci amenant au départ de Simonian et son remplacement par Konstantin Beskov qui ne rappelle pas Tchesnokov. Il cumule en tout treize matchs joués pour cinq buts marqués au cours de cette période.

## Statistiques
| Saison                | Club                  | Championnat           | Championnat | Championnat | Coupe(s) nationale(s) | Coupe(s) nationale(s) | Compétition(s) continentale(s) | Compétition(s) continentale(s) | Compétition(s) continentale(s) | Total | Total |
| Saison                | Club                  | Division              | M.          | B.          | M.                    | B.                    | Comp.                          | M.                             | B.                             | M.    | B.    |
| 1970                  | Volga Kalinine        | D3                    | 13          | 1           | 2                     | 0                     | -                              | -                              | -                              | 15    | 1     |
| 1971                  | Volga Kalinine        | D3                    | 29          | 9           | -                     | -                     | -                              | -                              | -                              | 29    | 9     |
| Sous-total            | Sous-total            | Sous-total            | 42          | 10          | 2                     | 0                     | -                              | -                              | -                              | 44    | 10    |
| 1972                  | Lokomotiv Moscou      | D1                    | 29          | 8           | 6                     | 2                     | -                              | -                              | -                              | 35    | 10    |
| 1973                  | Lokomotiv Moscou      | D2                    | 36          | 14          | 2                     | 0                     | -                              | -                              | -                              | 38    | 14    |
| 1974                  | Lokomotiv Moscou      | D2                    | 35          | 20          | 2                     | 1                     | -                              | -                              | -                              | 37    | 21    |
| Sous-total            | Sous-total            | Sous-total            | 100         | 42          | 10                    | 3                     | -                              | -                              | -                              | 110   | 45    |
| 1975                  | CSKA Moscou           | D1                    | 28          | 4           | 4                     | 0                     | -                              | -                              | -                              | 32    | 4     |
| 1976                  | CSKA Moscou           | D1                    | 30          | 7           | 3                     | 0                     | -                              | -                              | -                              | 33    | 7     |
| 1977                  | CSKA Moscou           | D1                    | 30          | 12          | 2                     | 0                     | -                              | -                              | -                              | 32    | 12    |
| 1978                  | CSKA Moscou           | D1                    | 22          | 7           | 4                     | 2                     | -                              | -                              | -                              | 26    | 9     |
| 1979                  | CSKA Moscou           | D1                    | 30          | 16          | 6                     | 2                     | -                              | -                              | -                              | 36    | 18    |
| 1980                  | CSKA Moscou           | D1                    | 32          | 6           | 6                     | 3                     | -                              | -                              | -                              | 38    | 9     |
| 1981                  | CSKA Moscou           | D1                    | 30          | 9           | 6                     | 6                     | C3                             | 2                              | 1                              | 38    | 16    |
| 1982                  | CSKA Moscou           | D1                    | 34          | 10          | -                     | -                     | -                              | -                              | -                              | 34    | 10    |
| 1983                  | CSKA Moscou           | D1                    | 16          | 1           | 4                     | 1                     | -                              | -                              | -                              | 20    | 2     |
| Sous-total            | Sous-total            | Sous-total            | 252         | 72          | 35                    | 14                    | -                              | 2                              | 1                              | 289   | 87    |
| 1993                  | Spoutnik Kimry        | D3                    | 3           | 1           | -                     | -                     | -                              | -                              | -                              | 3     | 1     |
| Total sur la carrière | Total sur la carrière | Total sur la carrière | 397         | 125         | 47                    | 17                    | -                              | 2                              | 1                              | 446   | 143   |

## Palmarès
| Lokomotiv Moscou - Championnat d'Union soviétique D2 (1) : - Champion : 1974. |